# Allipura, Gauribidanur
Allipura là một làng thuộc tehsil Gauribidanur, huyện Kolar, bang Karnataka, Ấn Độ.